# Nスタ プラス長崎
Nスタ プラス長崎（エヌスタ プラスながさき）は、長崎放送（NBC）で2016年4月4日から2020年3月27日まで放送されていた平日夕方のローカルニュース番組である。

## 概要
1990年から26年間放送された『報道センターNBC』の後継番組である。長崎放送のローカルニュース、かつ西日本のJNN系列局では初めてキー局のニュースタイトルである『Nスタ』を名乗っている。
キャスターは前番組より継承している。前番組と違い、土曜の放送は『報道特集』の中で、日曜の放送は『Nスタ』の中で放送。
キャッチフレーズは「くらしにプラス 長崎まるわかり」。
当番組のスタートにより、在長崎テレビ局の夕方のニュースのタイトルに全てキー局のタイトルが付くようになった。
2020年3月27日をもって、4年の歴史に幕を閉じた。後番組として、同年3月30日からは16:50から19:00（月曜のみ18:55）まで2時間10分の生ワイド番組『Pint』がスタートした。

## 放送時間
- 月曜 - 金曜 18:15 - 18:55[5]

## キャスター
特記の無い人物は全て長崎放送アナウンサー。
| 期間      | 期間      | 男性       | 男性        | 女性       | 女性     | 女性       |
| 期間      | 期間      | 月曜・火曜 | 水曜 - 金曜 | 月曜・火曜 | 水曜     | 木曜・金曜 |
| --------- | --------- | ---------- | ----------- | ---------- | -------- | ---------- |
| 2016.4.4  | 2019.3.29 | 林田繁和   | 林田繁和    | 早田紀子   | 早田紀子 | 早田紀子   |
| 2019.4.1  | 2019.9.27 | 林田繁和   | 林田繁和    | 早田紀子   | 早田紀子 | 山﨑菜緒   |
| 2019.9.30 | 2020.3.27 | 住吉光     | 林田繁和    | 早田紀子   | 山﨑菜緒 | 山﨑菜緒   |

- 河野智樹（気象予報士）
- 豊﨑なつき（中継・レポーターなどを担当）